# آرنات (پنسیلوانیا)
آرنات (به انگلیسی: Arnot) یک منطقهٔ مسکونی در ایالات متحده آمریکا است که در شهرستان تیوگا، پنسیلوانیا واقع شده‌است. آرنات ۳۳۲ نفر جمعیت دارد و ۵۱۰٫۸۵ متر بالاتر از سطح دریا واقع شده‌است.